# 札幌学院大学の人物一覧
札幌学院大学の人物一覧（さっぽろがくいんだいがくのじんぶついちらん）は、札幌学院大学に関係する人物の一覧記事。前身となる札幌文科専門学院、札幌短期大学、札幌商科大学に関係する人物も含む。

## 著名な教職員

### 人文学部
- 臼杵勲 - 歴史学者
- 奥田統己 - アイヌ語研究者
- 湯本誠 - 社会学者

### 経済経営学部
- 石川千温 - 情報学者
- 河西邦人 - 経営学者。現学長

## 元教員

### 人文学部
- 内田司 - 社会学者
- 児島恭子 - アイヌ史研究者

### 法学部
- 清水敏行 - 政治学者
- 篠田優 - 民法学者
- 小内純子 - 社会学者、メディア論

### 経営学部
- 玉山和夫 - 国際ビジネス論の研究者
- 渡邊和夫 - 会計学者

### 経済学部
- 大野晃 - 限界集落研究者

## 著名な卒業生

### 行政
- 板谷利雄 - 元長沼町長、札幌文科専門学院卒
- 桜庭康喜 - 元名寄市長、札幌短期大学卒
- 森永大 - 元歌志内市長、札幌文科専門学院中退

### 財界
- 赤尾昭彦 - 元セイコーマート代表取締役会長、札幌短期大学卒
- 伊藤徹 - 元北海道新聞代表取締役常務、札幌文科専門学院卒
- 島津忠裕 - 島津興業調査役、院修士修了、島津修久の子息
- 似鳥昭雄 - ニトリ創業者、札幌短期大学卒
- 東原俊郎 - 太陽グループ代表取締役会長、札幌短期大学卒

### 学者
- 金山剛（法学研究科卒）租税法、税理士、札幌学院大学元教授
- 北郷裕美（地域社会マネジメント研究科卒）社会学者、大正大学教授
- 杉本正 - 英文学、札幌学院大学元学長、札幌文科専門学院卒
- 杉岡品子（臨床心理学研究科卒）心理学者、北翔大学教授
- 吉岡宏高（地域マネジメント研究科卒）観光学者、札幌国際大学元教授

### 文学
- 上西晴治 - 小説家、札幌文科専門学院卒
- 月島総記 - 小説家、脚本家
- 成田智志 - 作家
- 松木秀 - 歌人
- 南野雪花 - 小説家、漫画原作者

### 芸能
- 伊藤芳則 - 俳優
- 内田岳志 - 俳優
- 武田晋 - 俳優、劇作家、演出家
- 高橋優 - ミュージシャン
- 上杉周大 - THE TON-UP MOTORS、歌手
- テツヤ - ミュージシャン（月光グリーン）
- 横山輝一 - ミュージシャン
- 高橋香代 - タレント
- 高橋智子 - ミュージカル女優
- 春風亭柏枝 - 落語家
- 桂松福 - 落語家
- ジェット - お笑い芸人（四天王）
- 菊地英之 - お笑い芸人（パンダユナイテッド）

### スポーツ
- 小笠原歩 - カーリング選手（トリノオリンピック出場）
- 谷田康真-カーリング、コンサドーレ札幌
- 金山英勢 - リュージュ選手（ソチオリンピック出場）
- 坂本豪大 - モーグルスキーヤー（長野オリンピック出場）
- 藤本那菜 - アイスホッケー女子日本代表選手（平昌オリンピック出場）
- 太田崇 - 元マラソン選手、元ホクレン女子陸上部監督
- 原信一朗 - 日本プロ野球審判員
- 近藤廉 - プロ野球選手（中日ドラゴンズ）
- 若松尚輝 - プロ野球選手（横浜DeNAベイスターズ）

### その他
- 青木日出雄 - 航空ジャーナル編集長、札幌文科専門学院卒
- 伊藤純 - セラピスト、NPO法人COMらっど所属